# 原振侠与卫斯理
《原振侠与卫斯理》（英語：The Seventh Curse）是1986年在英属香港上映的冒险电影，由藍乃才執導，钱小豪、崔秀丽、张曼玉主演，改編自倪匡所寫的原振俠小說《血咒》。

## 剧情
原振侠在泰国醫學探險研究时，遇到了一个泰国女子芭珠，芭珠是泰国一个民族作为祭奠神灵而用的人。原振侠出于善良营救了她，但是两人都中了大巫师的降头。
原振侠回到香港的家里后，遇到了一个泰国男子黑龙，他告诉原振侠他必须去泰国解除身上的降头。于是原振侠和他的好友卫斯理、白素及黑龙一起去了泰国解除降头。

## 演员
| 演员     | 角色     | 粵配   | 备注 |
| 钱小豪   | 原振侠   | 黃志成 | 到泰國尋找醫治獲得性免疫缺損綜合症草藥時中了土人血咒。影片真正的主角 |
| 崔秀丽   | 芭珠     | 黃小英 | 部落前任族長女兒，因原振侠濒死，就全裸献身以身相许，将乳房内的护身降给原振侠服下，救了他的性命，因不受大巫師脅迫遭獻祭，加上失去护身降，中了鬼面降惨遭毁容，且无法痊愈。 |
| 张曼玉   | 彩虹     | 楊麗仙 | 衛斯理表妹，記者 |
| 狄威     | 黑龙     | 周永光 | 芭珠未婚夫，内心深爱着毁容的芭珠 |
| 徐锦江   | 大巫师   |        | 降頭術高手，藉侍奉的「老祖宗」每年獻祭手段控制族人 |
| 惠英红   | 江督察   |        | 香港督察，純粹客串 |
| 尔冬升   | 飞虎队员 |        | 香港飞虎队，純粹客串 |
| 仓田保昭 | 警察     |        | 香港警察，純粹客串 |
| 周润发   | 卫斯理   | 周潤發 | 只是客串。影片首尾虛晃一招 |
| 胡慧中   | 白素     |        | 只是客串。影片片尾出现，衛斯理妻子 |
| 高麗虹   | 米娜     |        | 原振侠女友，純粹客串 |
| 利智     | 亚姐     |        | 純粹客串 |
| 楚原     | 楚博士   |        | 純粹客串 |
| 倪匡     | 倪匡     |        | 派對中引言帶出主要角色 |

## 制作
该片中降头许多，诸如：小鬼降、鬼面降、黑心降、血咒，围绕南洋巫蛊之术和佛陀舍利子一正一邪，有魔幻效果。
該片香港網友發現有三個不同版本的結局，隨了片段內容長短不一，片尾字幕亦有所不同。